# Stjepan Boltižar
Stjepan Boltižar (Varaždin, 1. kolovoza 1913. - Zagreb, 30. prosinca 1989.), hrvatski gimnastičar. Natjecao se za Jugoslaviju.
Natjecao se na Olimpijskim igrama 1948. u višeboju. Pojedinačno je osvojio 77., a ekipno 10. mjesto.
Na svjetskom prvenstvu 1938. je osvojio brončanu medalju u ekipnom višeboju.
Bio je član varaždinskog Sokola te zagrebačkih Dinama, Partizana i Zagreba.